# Friedrich Hübner (Landrat)
Friedrich Hübner (* 3. Januar 1905 in Alt Harzdorf, Österreich-Ungarn; † nach 1952) war ein deutscher Jurist und Landrat.

## Leben
Hübner besuchte das Gymnasium in Reichenberg und besuchte die Deutsche Universität Prag, wo er Rechtswissenschaften promovierte und zum JUDr. promovierte. Von 1928 bis 1934 war Hübner Referendar in Warnsdorf, Kulm und in Kolin. Am 28. November 1933 legte er die juristische große Staatsprüfung ab und war ab 1. Februar 1934 als Rechtsanwalt in Kratzau tätig.
Am 7. Januar 1935 trat er der Sudetendeutschen Partei SdP (Mitgliedsnummer 186.330), am 10. Januar 1939 beantragte er dann die Aufnahme in die NSDAP und wurde rückwirkend zum 1. November 1938 aufgenommen (Mitgliedsnummer 6.683.418). Er schloss sich letztendlich auch der SS an (SS-Nummer 469.572). Von Juli bis Oktober 1939 war er am Landratsamt in Spremberg und in Landsberg an der Warthe tätig.
Im November 1939 wurde ihm das Amt des Landrats im Landkreis Reichenberg im Reichsgau Sudetenland kommissarisch übertragen. Mit Wirkung vom 1. Februar 1942 übernahm er offiziell die Funktion des Landrats in Reichenberg. Er blieb bis zum Ende des Zweiten Weltkrieges im Amt. Später ließ er sich als Rechtsanwalt und Landrat z. Wv. in Bayreuth nieder.

## Schriften
- Das Verwaltungsverfahren im Reichsgau Sudetenland. In: Deutsche Verwaltung, Band 20, Heft 9, 1943.
- Die besonderen Verwaltungsgerichte in Bayern. In: Die Öffentliche Verwaltung. Zeitschrift für Verwaltungsrecht und Verwaltungspolitik, Band 5, 1953, S. 252ff.

## Auszeichnungen
- Medaille zur Erinnerung an den 1. Oktober 1938
- Kriegsverdienstkreuz II. Klasse